# شمشیربازی در المپیک تابستانی ۱۹۸۰ – فلوره تیمی مردان
فلوره تیمی مردان (انگلیسی: Fencing at the 1980 Summer Olympics – Men's team foil) یکی از هشت رویداد شمشیربازی در بازی‌های المپیک تابستانی ۱۹۸۰ بود. این رقابت‌ها پانزدهمین رویدادی بود که برگزار شد. در این رقابت‌ها که از از ۲۵ تا ۲۶ ژوئیه ۱۹۸۰ برگزار می‌شد، ۴۰ شمشیرباز از ۹ کشور مختلف به رقابت پرداختند.